# Carmen Jones
Carmen Jones ist ein US-amerikanischer Musikfilm aus dem Jahre 1954.

## Handlung
Der Film verlegt die Oper Carmen in den Süden der USA und ist ausschließlich mit schwarzen Schauspielern besetzt. Joe ist ein GI, der den Auftrag erhält, die Fabrikarbeiterin Carmen Jones wegen Körperverletzung zu verhaften. Während des Transports zum Gefängnis wird Joe von Carmen verführt. Carmen kann fliehen und Joe muss selbst ins Gefängnis. Seine Verlobte Cindy Lou bricht ebenfalls mit ihm. In seiner Not und hörigen Liebe zu Carmen desertiert er aus der Armee. Doch die Beziehung zwischen Joe und Carmen entwickelt sich nicht wie von Joe erhofft. Carmen langweilt sich mit Joe. Als ihre Freundinnen Frankie und Myrt sie zu einem Boxkampf einladen, empfindet sie den Boxer Husky Miller als den weitaus interessanteren Mann. Joe ist von Eifersucht und Hass erfüllt und ermordet Carmen.

## Hintergrund
Der Film Carmen Jones basiert auf der Broadwayaufführung von Carmen Jones aus dem Jahre 1943. Für diese Vorstellung hatte Oscar Hammerstein englische Texte zur Musik von Georges Bizet geschrieben. Die Arien der Oper wurden im Film nicht von den Schauspielern gesungen, sondern synchronisiert. Die Sopranistin Marilyn Horne gab Dorothy Dandridge ihre Gesangsstimme und LeVern Hutcherson sang die Parts für Harry Belafonte.
Carmen Jones ist einer der ersten Mainstream-Filme überhaupt (außerhalb der Race Movies) mit durchgehend schwarzer Besetzung. Dass ein Hollywoodregisseur einen Film ausschließlich mit schwarzen Schauspielern besetzte, kam 1954/1955 noch immer einer Revolution gleich (der früheste Hollywood-Film, auf den dies zutraf, war wahrscheinlich Hallelujah von 1929).
Carmen Jones war die erste Filmarbeit des Designers Saul Bass, der später durch seine Entwürfe der Filmcredits bei vielen Filmklassikern bekannt wurde.

## Kritiken
„Die Musik gewinnt durch den "modernen", realistischen Rahmen an Natürlichkeit und Überzeugungskraft, das überzeugende Spiel und die gesanglichen Leistungen der Darsteller runden den positiven Eindruck ab. Statt Zigeuner-Romantik wird ein überzeugendes Drama um schuldhafte und tragische Verstrickungen geboten, das in der Unmittelbarkeit seiner Gefühle überzeugt.“

„Ein gelungener Opernfilm.“

## Auszeichnungen
Der Film wurde mehrfach ausgezeichnet:
- Golden Globe Award 1955: Bester Film in der Sparte Musical; Bester Nachwuchsdarsteller (Joe Adams)
- Oscarnominierung 1955: Beste Hauptdarstellerin (Dorothy Dandridge war die erste Afroamerikanerin, die für eine Hauptrolle nominiert wurde), Beste musikalische Bearbeitung
- Internationale Filmfestspiele von Cannes 1955: Einladung zum Wettbewerb
- Internationale Filmfestspiele Berlin 1955: Bronzener Bär nach Publikumsabstimmung
- Internationales Filmfestival von Locarno 1955: Goldener Leopard
- Nominierungen für den British Film Academy Award 1956: Bester Film und Beste ausländische Schauspielerin
- 1992: Aufnahme in das National Film Registry